# 石部神社 (豊岡市)

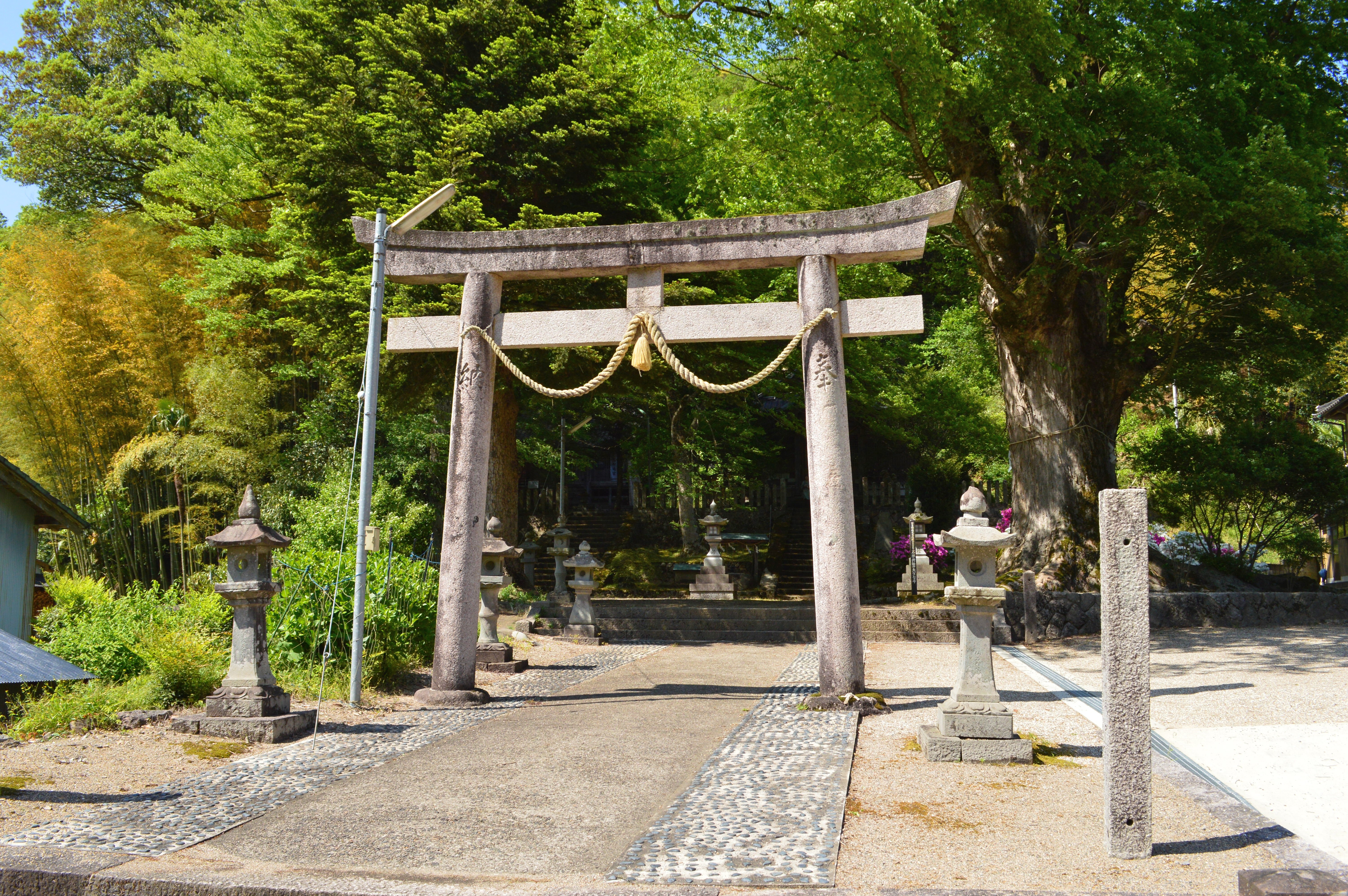
鳥居

石部神社（いそべじんじゃ）は、兵庫県豊岡市出石町下谷にある神社。式内社で、旧社格は郷社。

## 祭神
祭神は次の8柱。8柱をして「八柱大神」とも称される。
主祭神
- 天日方奇日方命（あめのひかたくしひかたのみこと） - 石部氏の祖神

合祀神
- 大山積神
- 大巳貴神
- 大物主神
- 事代主神
- 健御名方命
- 高彦根命
- 瀧津彦命

なお、かつては祭神を天之日矛（天日槍）とする伝もあった。

## 歴史
創建は不詳。社伝では、当初は坪井村（現・豊岡市出石町坪井）に鎮座したといい、のち文禄4年（1595年）には毘沙門町の丘上に遷座、さらに寛永3年（1705年）11月に現在地に遷座したと伝える。創建地と伝える坪井地域は、歴史的に早い段階から開発が進んだ地になる。
延長5年（927年）成立の『延喜式』神名帳では但馬国出石郡に「石部神社」と記載され、式内社に列している。
江戸時代には、前述の遷座があったほか、出石藩藩主の小出家・仙石家から崇敬を受けたという。
明治維新後、明治6年（1873年）10月に近代社格制度において村社に列し、明治12年（1879年）8月に郷社に昇格した。

## 境内

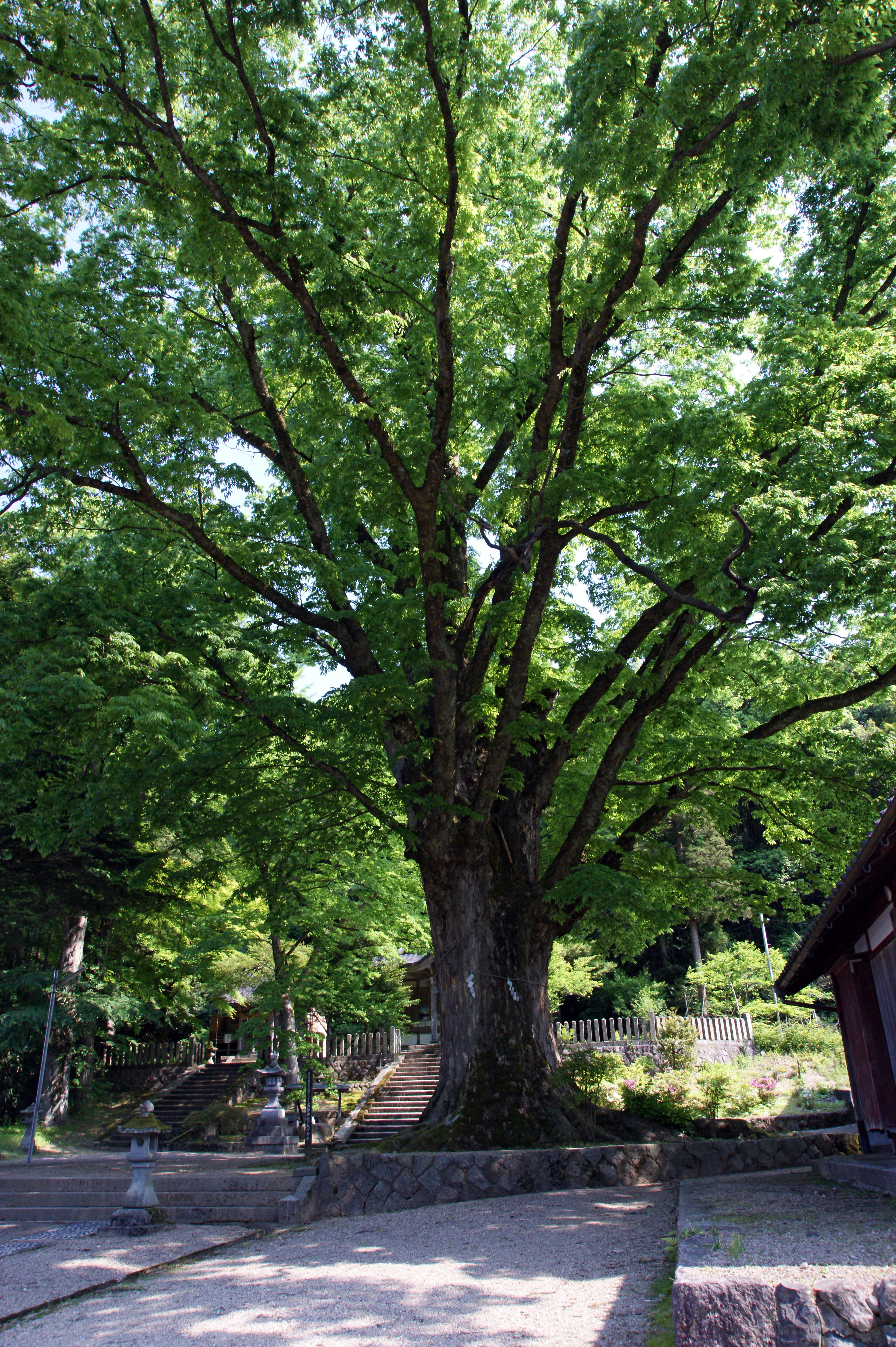
大ケヤキ
（豊岡市指定天然記念物）

- 本殿 - 昭和10年（1935年）造営。二間社流造で、屋根は銅板葺[2]。
- 拝殿 - 昭和10年（1935年）造営。入母屋造で、屋根は瓦葺[2]。
- 大ケヤキ - 樹齢1,000年といわれ、幹周囲8メートル、樹高30メートルを測る[3]。豊岡市指定天然記念物。

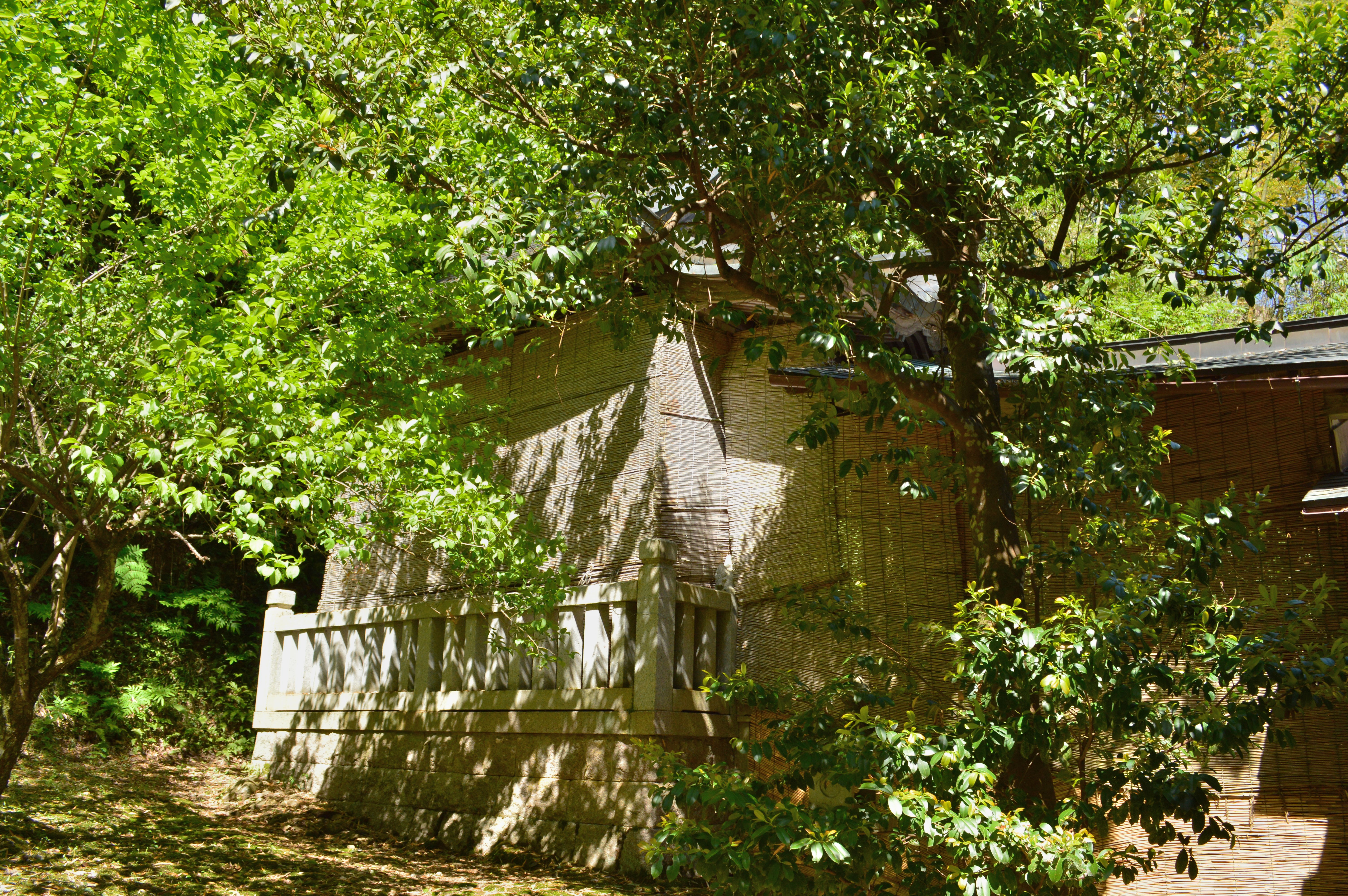
本殿
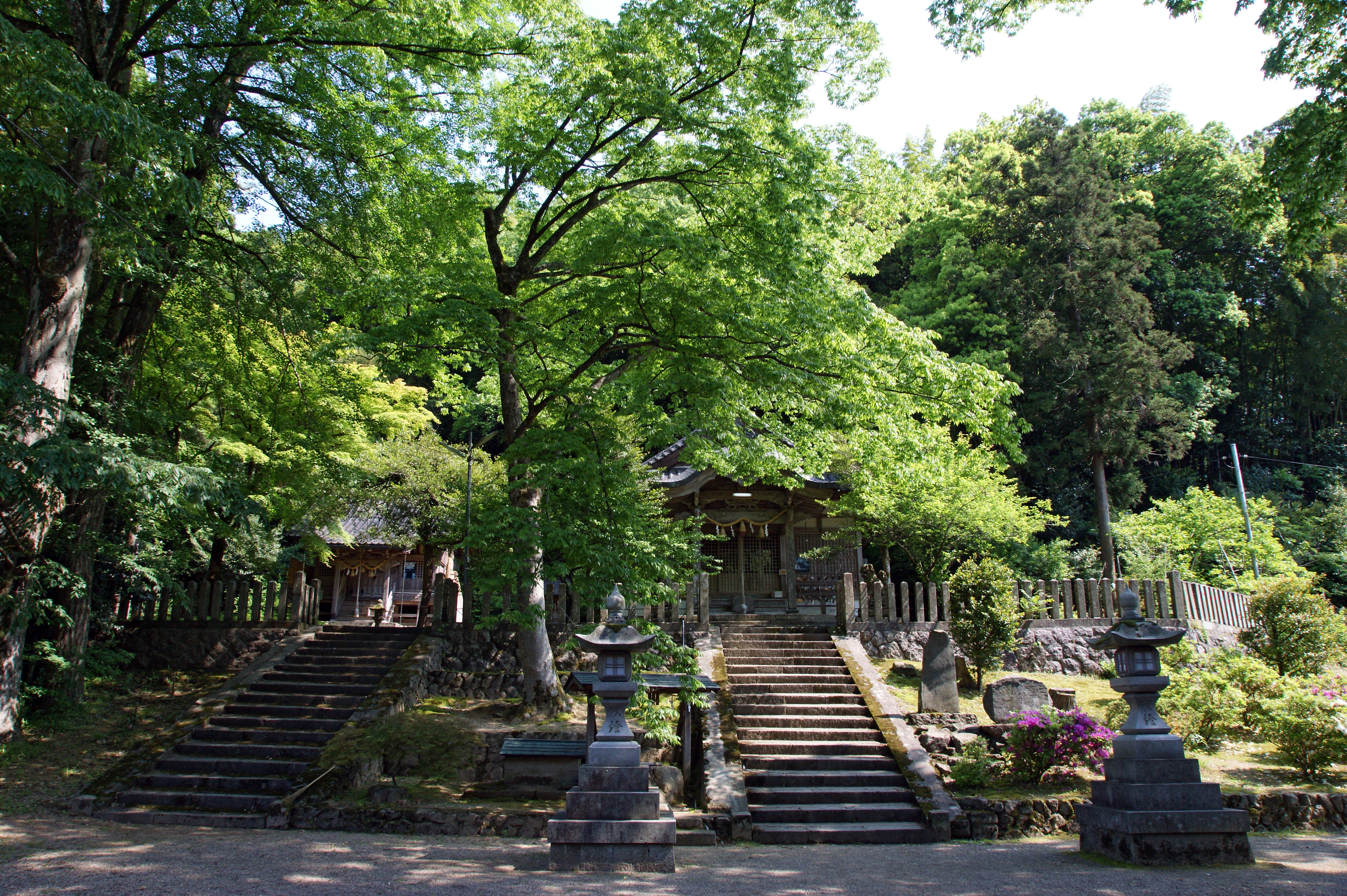
境内の様子 右が本社社殿、左が皇大神宮。

## 摂末社

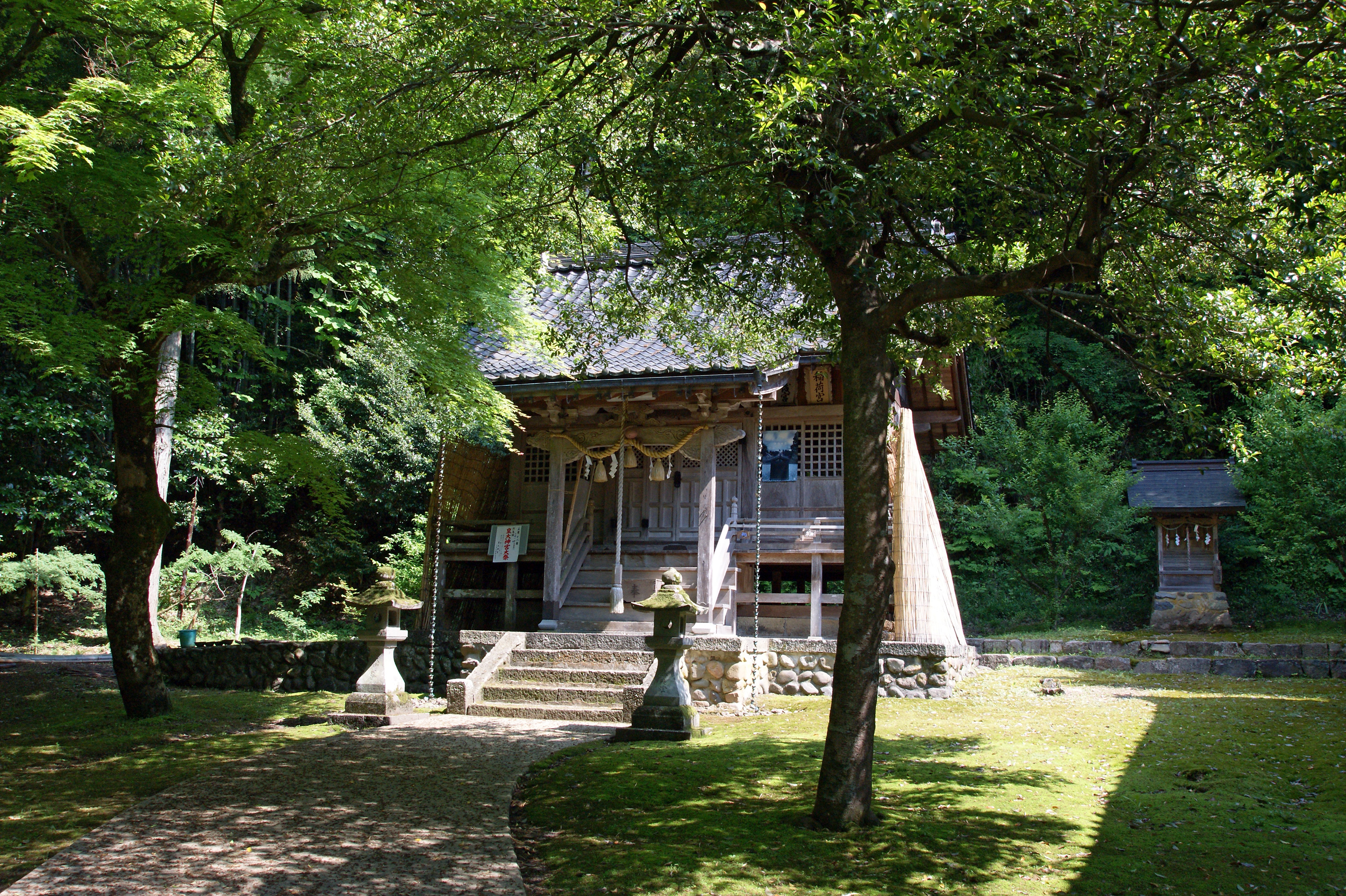
左に皇大神宮、右に天満神社

- 皇大神宮 - 祭神：天照大御神、品陀和気命、太田命（配祀：豊受皇大神、合祀：玉依比売命）
- 天満神社 - 祭神：菅原道真ほか

## 祭事
年間に行われる祭事は次の通り。
- 元旦祭 （1月1日）
- 元始祭 （1月3日）
- 節分祭 （2月3日） - お籠り神事。
- 祈年祭 （2月17日）
- 夏越祭 （6月末日曜）
- 大祭 （10月15日前の日曜）
かつては9月12日、のち10月15日に行われた。諸杉神社と伊福部神社とともに「だんじり祭り」と称して、約20台のだんじりをして出石城前でぶつけ合う喧嘩祭りを行う[4][5]。
- 感謝祭 （11月23日）

## 文化財

### 豊岡市指定文化財
- 天然記念物
  - 石部神社の大ケヤキ - 1993年（平成5年）9月16日指定[6]。

## 現地情報

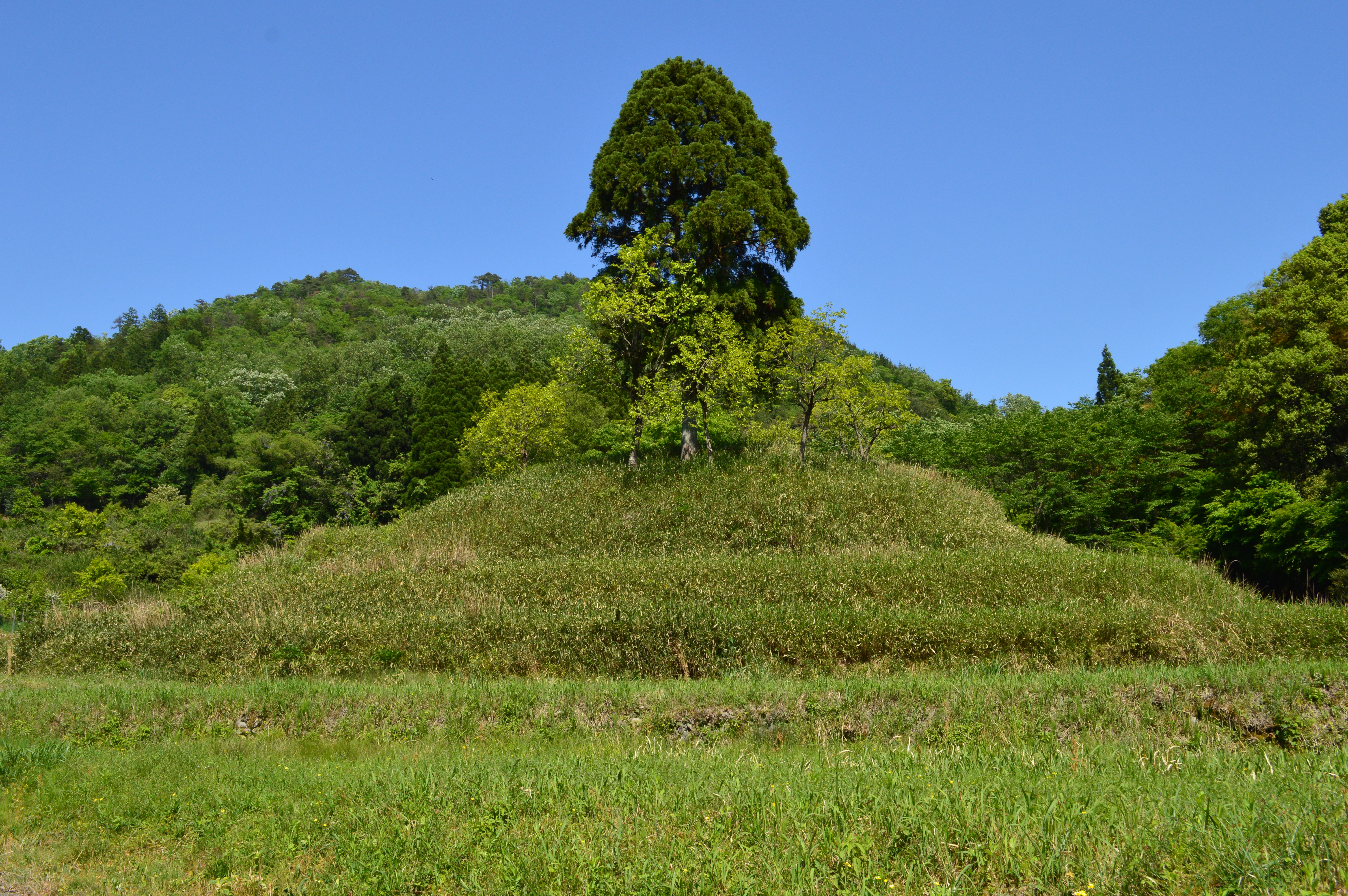
茶臼山古墳

所在地
- 兵庫県豊岡市出石町下谷62

交通アクセス
- 出石中心部の辰鼓楼から東方へ徒歩約12分

周辺
- 茶臼山古墳 - 豊岡市指定史跡[7]。